# Xaintrailles
Xaintrailles é uma comuna francesa na região administrativa da Nova Aquitânia, no departamento Lot-et-Garonne. Estende-se por uma área de 10,25 km². Em 2010 a comuna tinha 420 habitantes (densidade: 41 hab./km²).